# Terradelles
Terradelles es una entidad de población española del municipio de Vilademúls, perteneciente a la provincia de Gerona, en la comunidad autónoma de Cataluña. En 2022, la entidad singular de población tenía empadronados 98 habitantes y el núcleo de población, 64.